# Le Tuzan
Le Tuzan (okzitanisch Lo Tusan) ist eine französische Gemeinde mit 257 Einwohnern (Stand 1. Januar 2022) im Département Gironde in der Region Nouvelle-Aquitaine (vor 2016 Aquitaine). Sie gehört zum Arrondissement Langon und zum Kanton Les Landes des Graves. Die Einwohner werden Tuzannais genannt.

## Geographie
Le Tuzan liegt im Regionalen Naturpark Landes de Gascogne an der Grenze zum Département Landes, etwa 55 Kilometer südlich von Bordeaux und 33 Kilometer südwestlich von Langon. Umgeben wird Le Tuzan von den Nachbargemeinden Hostens im Nordwesten und Norden, Louchats im Nordosten, Saint-Symphorien im Osten und Süden sowie Mano im Südwesten und Westen.

## Bevölkerungsentwicklung
| Jahr                       | 1962 | 1968 | 1975 | 1982 | 1990 | 1999 | 2006 | 2013 | 2020 |
| Einwohner                  | 128  | 116  | 127  | 127  | 153  | 161  | 189  | 257  | 260  |
| Quellen: Cassini und INSEE |      |      |      |      |      |      |      |      |      |

## Sehenswürdigkeiten

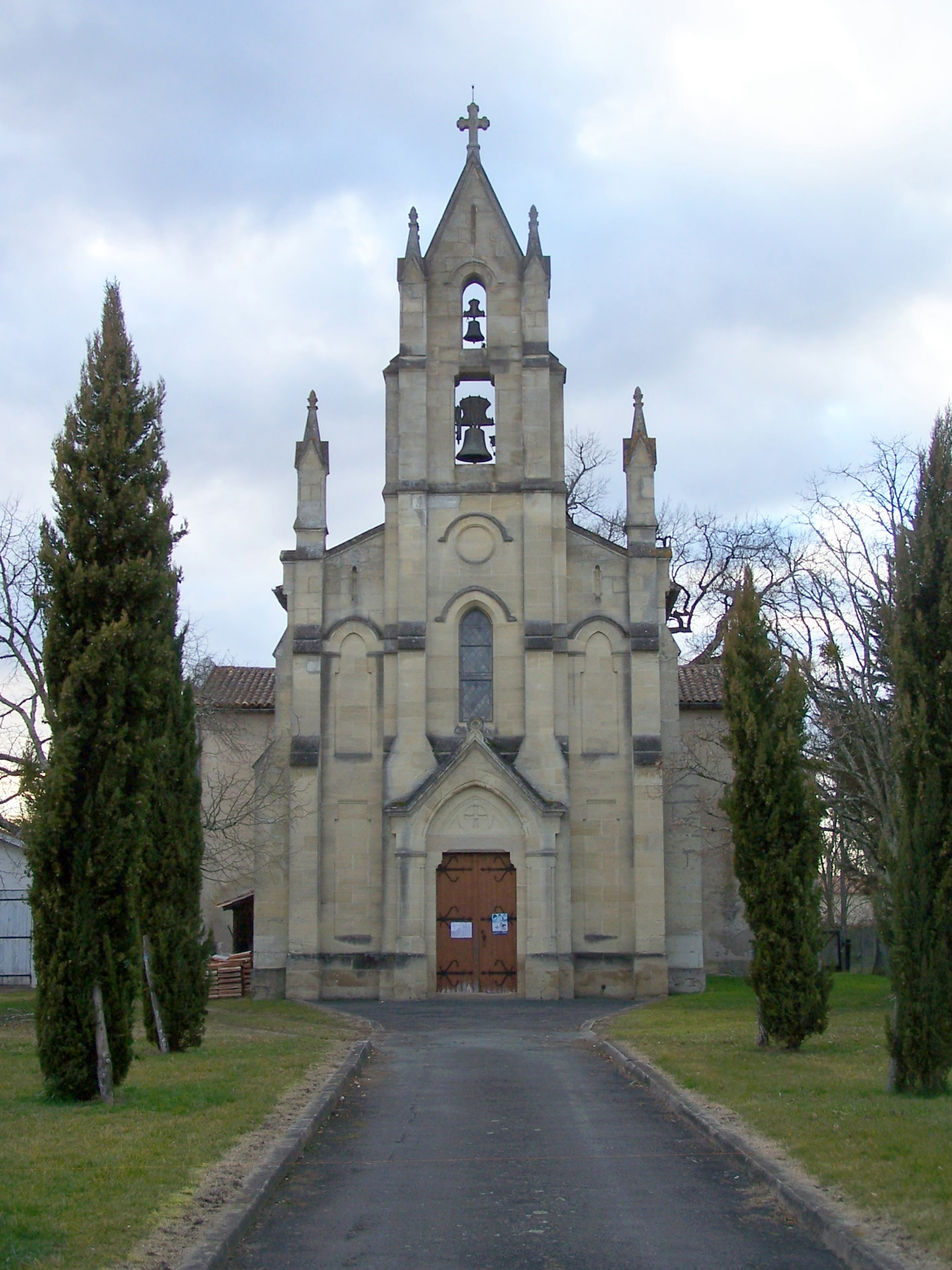
Kirche Saint-Jean
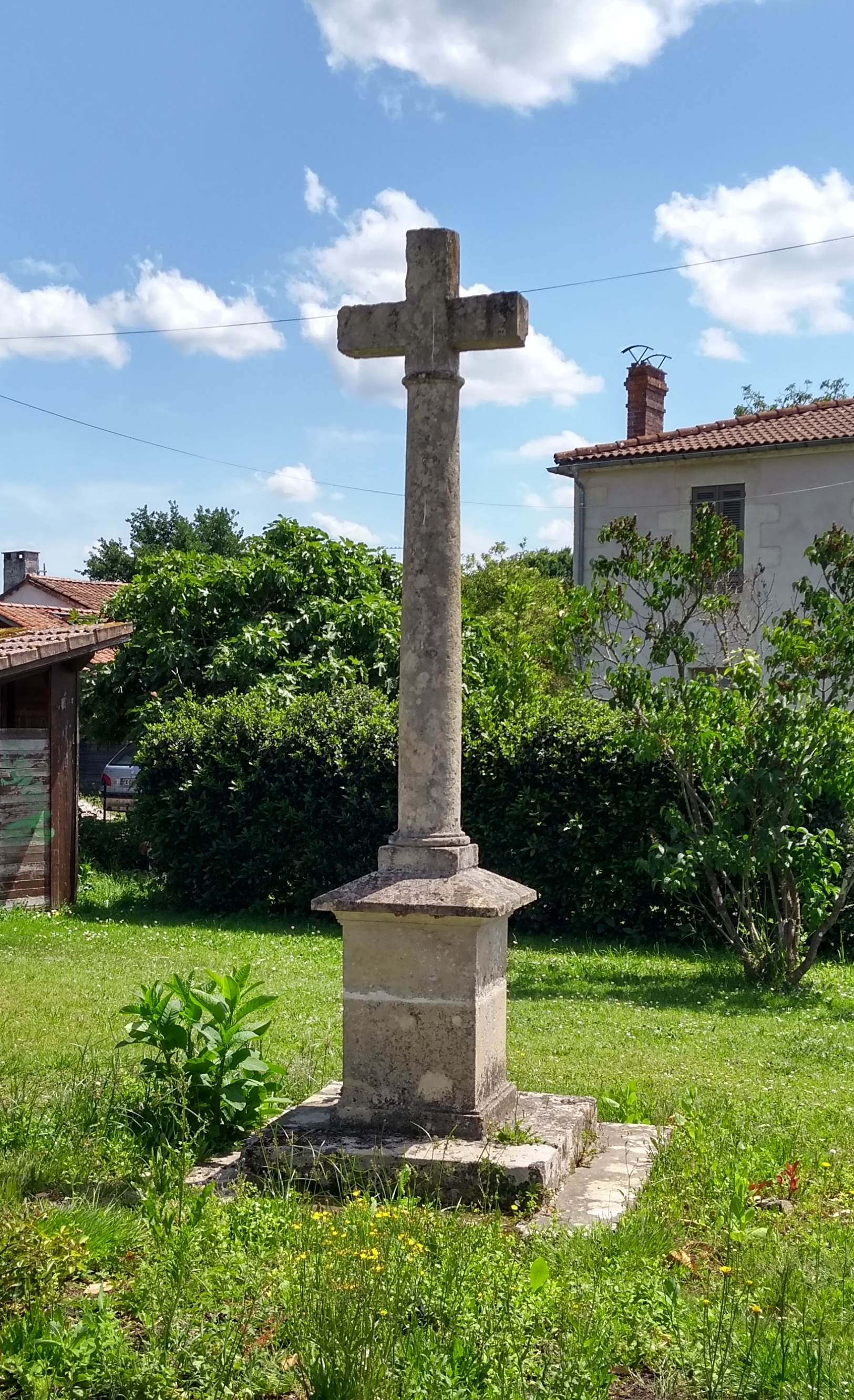
Flurkreuz
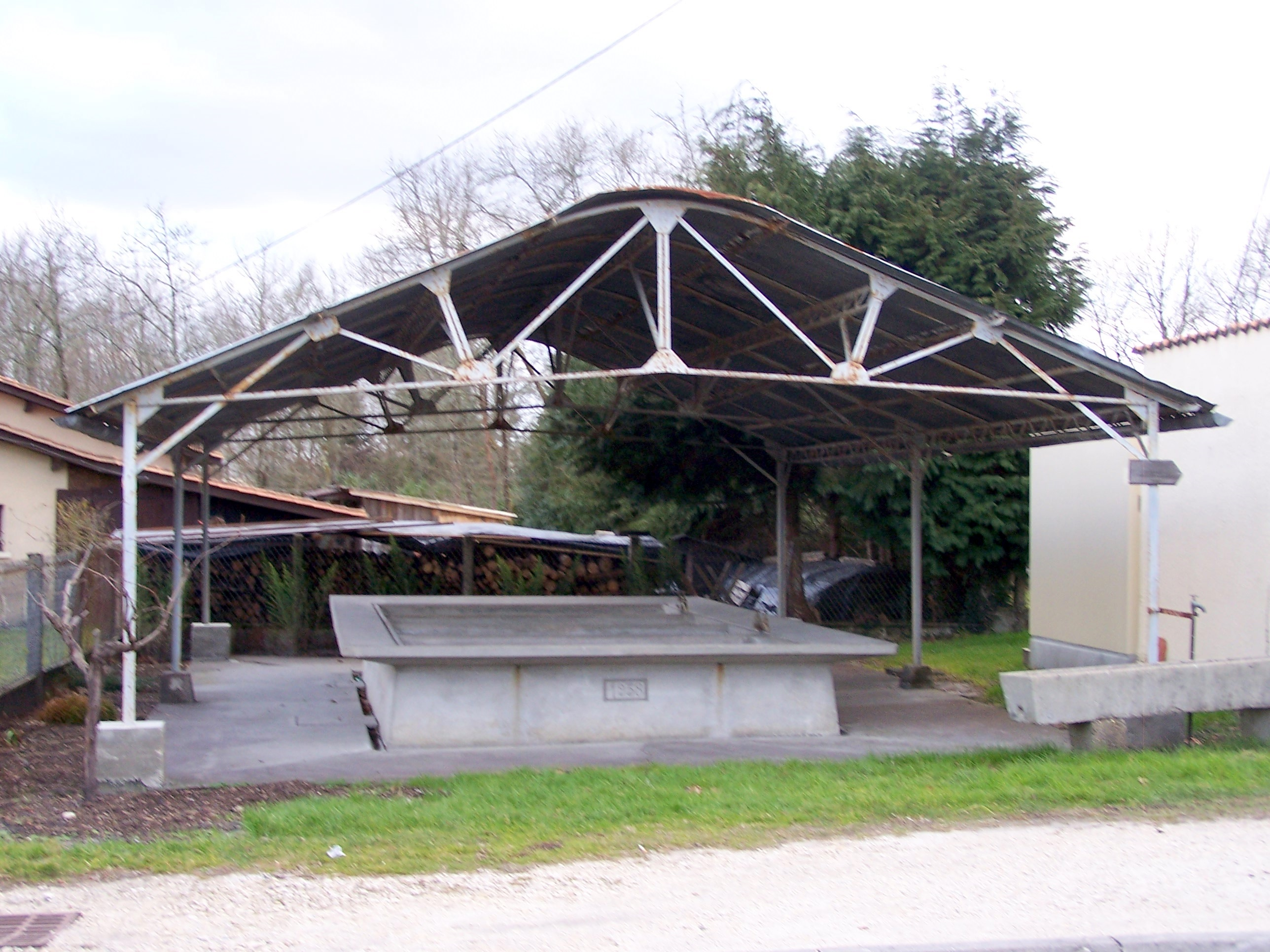
Ehemaliges öffentliches Waschhaus

- Kirche Saint-Jean
- Flurkreuz
- Ehemaliges öffentliches Waschhaus